# Даугавпилсская и Резекненская епархия
О лютеранской епархии см. Даугавпилсская епархия (лютеранская)
Да́угавпилсская и Ре́зекненская епа́рхия (латыш. Daugavpils-Rēzeknes eparhija, Daugavpils un Rēzeknes eparhija, Daugavpils-Rēzeknes diecēze и Daugavpils un Rēzeknes diecēze) — епархия Латвийской православной церкви Московского Патриархата на территории восточных краёв Латвии. Кафедральный храм — Борисоглебский собор в Даугавпилсе.

## История
Двинское викариатство Полоцкой епархии учреждено указом Святейшего Синода от 30 мая 1913 года. Названо по городу Двинску Витебской губернии (ныне Даугавпилс). Местом пребывания викарного епископа был определён Полоцкий братский Богоявленский монастырь.
6 июля 1989 года постановлением Священного Синода Русской православной церкви было возрождено как викариатство Рижской епархии.
12 февраля 2013 года Синод Латвийской православной церкви на своём заседании под председательством митрополита Рижского и всея Латвии Александра принял решение ходатайствовать о преобразовании Даугавпилсского викариатства в самостоятельную епархию.
12 марта 2013 года решением Священного Синода Русской православной церкви образована самостоятельная Даугавпилсская епархия, будучи выделена из состава Рижской в пределах Даугавпилсского, Балвского, Гулбенского, Екабпилсского, Краславского, Ливанского, Лудзенского, Мадонского, Прейльского и Резекненского исторических районов на востоке Латвии.

## Епископы
Двинское викариатство Полоцкой епархии
- Пантелеимон (Рожновский) (2 июня 1913 года — конец 1920 года)

Даугавпилсское викариатство Рижской епархии
- Александр (Кудряшов) (23 июля 1989 года — 27 октября 1990 года)
- Александр (Матрёнин) (19 августа 2006 года — 12 марта 2013 года)

Даугавпилсская епархия
- Александр (Матрёнин) (с 12 марта 2013 года)

## Благочиния
- Даугавпилсское благочиние
- Мадонское благочиние
- Резекненское благочиние

## Монастыри
- Екабпилсский Свято-Духов мужской монастырь

Возрождаемый монастырь
- Илукстский женский монастырь в честь Рождества Пресвятой Богородицы (Илуксте) — закрыт в 1953 году, возрождается с 1990-х годов[8][9].